# Rozsíčka
Rozsíčka település Csehországban, a Blanskói járásban. Rozsíčka Olešnice, Sulíkov, Rozseč nad Kunštátem, Ústup, Křetín, Crhov, Petrov és Louka településekkel határos. Lakosainak száma 140 fő (2024. január 1.).

## Népesség
A település lakosságának változását az alábbi diagram mutatja:
| Lakosok száma | 294  | 299  | 296  | 234  | 198  | 163  | 144  | 144  | 138  | 140  |
|               | 1869 | 1890 | 1921 | 1950 | 1980 | 2001 | 2017 | 2019 | 2022 | 2024 |